# FDJ-Pokal der Jugend 1985/86
Der FDJ-Pokal der Jugend 1985/86 war die 35. Auflage des höchsten Fußball-Pokalwettbewerbs der Altersklasse 15/16 auf dem Gebiet der DDR, der vom DFV durchgeführt wurde. Er begann am 29. September 1985 mit der 1. Hauptrunde und endete am 17. Mai 1986 mit dem Sieg vom FC Karl-Marx-Stadt (Pokalsieger 1969 und 1984), der im Finale gegen den FC Carl Zeiss Jena gewann.

## Teilnehmende Mannschaften
Am FDJ-Pokal der Jugend für die Altersklasse (AK) 15/16 nahmen die 26 Mannschaften der Jugendliga inklusive des Titelverteidigers teil. Komplettiert wurde das Teilnehmerfeld von jenen Bezirkspokalvertretern aus der Saison 1984/85 der 15 Bezirke auf dem Gebiet der DDR, die nicht in der Jugendliga spielten. Spielberechtigt waren Spieler bis zum 16. Lebensjahr (Stichtag: 1. Juni 1969).
Für den FDJ-Pokal qualifizierten sich neben den Mannschaften der Jugendliga, folgende drei Bezirkspokalsieger bzw. dessen Vertreter:
| Jugendliga 1985/86 | Jugendliga 1985/86 | Bezirkspokalvertreter |
| --- | --- | --- |
| Staffel A - F.C. Hansa Rostock - 1. FC Union Berlin - Berliner FC Dynamo - FC Vorwärts Frankfurt/O. (TV) - 1. FC Magdeburg - TSG Wismar - ISG Schwerin - BSG Post Neubrandenburg - BSG Stahl Brandenburg - BSG Lokomotive Schöneweide - BSG Stahl Eisenhüttenstadt - BSG Lokomotive Stendal - BSG Energie Cottbus (TV) – Titelverteidiger | Staffel B - Hallescher FC Chemie - 1. FC Lokomotive Leipzig - SG Dynamo Dresden - FC Karl-Marx-Stadt - FC Rot-Weiß Erfurt - FC Carl Zeiss Jena - BSG Chemie Wolfen - BSG Chemie Leipzig - BSG Stahl Riesa - BSG Wismut Aue - BSG Motor Nordhausen - BSG Wismut Gera - BSG Motor Suhl | - Bezirk Schwerin BSG Aufbau Boizenburg - Bezirk Potsdam BSG Motor Babelsberg - Bezirk Suhl BSG Kali Werra Tiefenort alle anderen Bezirkspokalvertreter der Saison 1984/85 wurden mittlerweile in die Jugendliga eingegliedert |

## Modus
Der Pokalwettbewerb wurde von der 1. Hauptrunde bis zum Finale im K.-o.-System durchgeführt und jeweils nach möglichst territorialen Gesichtspunkten ausgelost. In allen Runden hatten die unterklassigen Mannschaften Heimvorteil. Ab dem Halbfinale wurde auf neutralem Platz gespielt.

## 1. Hauptrunde
| Datum                |                            | Ergebnis              |                          |
| -------------------- | -------------------------- | --------------------- | ------------------------ |
| So 29.09., 13:00 Uhr | BSG Lokomotive Stendal     | 0:2                   | 1. FC Lokomotive Leipzig |
| So 29.09., 13:00 Uhr | BSG Wismut Aue             | 0:4                   | FC Carl Zeiss Jena       |
| So 29.09., 13:00 Uhr | BSG Post Neubrandenburg    | 2:1                   | TSG Wismar               |
| So 29.09., 13:00 Uhr | BSG Wismut Gera            | 1:4                   | FC Rot-Weiß Erfurt       |
| So 29.09., 13:00 Uhr | BSG Kali Werra Tiefenort   | 00:12                 | Hallescher FC Chemie     |
| So 29.09., 13:00 Uhr | BSG Stahl Eisenhüttenstadt | 0:6                   | Berliner FC Dynamo       |
| So 29.09., 13:00 Uhr | BSG Energie Cottbus        | 0:3                   | SG Dynamo Dresden        |
| So 29.09., 13:00 Uhr | BSG Aufbau Boizenburg      | 1:4                   | F.C. Hansa Rostock       |
| So 29.09., 13:00 Uhr | ISG Schwerin               | 0:4                   | 1. FC Magdeburg          |
| So 29.09., 13:00 Uhr | BSG Motor Suhl             | 0:3                   | BSG Motor Nordhausen     |
| So 29.09., 13:00 Uhr | BSG Motor Babelsberg       | 0:3                   | 1. FC Union Berlin       |
| So 29.09., 13:00 Uhr | BSG Lokomotive Schöneweide | 2:3                   | BSG Stahl Riesa          |
| So 29.09., 13:00 Uhr | BSG Chemie Wolfen          | 2:2 n. V. (5:4 i. E.) | BSG Chemie Leipzig       |

Durch ein Freilos zogen der FC Vorwärts Frankfurt/O., der FC Karl-Marx-Stadt und die BSG Stahl Brandenburg direkt in das Achtelfinale ein.

## Achtelfinale
| Datum                |                          | Ergebnis              |                          |
| -------------------- | ------------------------ | --------------------- | ------------------------ |
| So 13.10., 13:00 Uhr | FC Vorwärts Frankfurt/O. | 1:0                   | 1. FC Union Berlin       |
| So 13.10., 13:00 Uhr | SG Dynamo Dresden        | 4:2                   | 1. FC Lokomotive Leipzig |
| So 13.10., 13:00 Uhr | 1. FC Magdeburg          | 4:0                   | BSG Chemie Wolfen        |
| So 13.10., 13:00 Uhr | FC Carl Zeiss Jena       | 1:0                   | FC Rot-Weiß Erfurt       |
| So 13.10., 13:00 Uhr | BSG Post Neubrandenburg  | 0:2                   | F.C. Hansa Rostock       |
| So 13.10., 13:00 Uhr | Hallescher FC Chemie     | 1:1 n. V. (4:5 i. E.) | BSG Stahl Riesa          |
| So 13.10., 13:00 Uhr | Berliner FC Dynamo       | 5:1                   | BSG Stahl Brandenburg    |
| So 13.10., 13:00 Uhr | FC Karl-Marx-Stadt       | 3:1                   | BSG Motor Nordhausen     |

## Viertelfinale
| Datum                 |                    | Ergebnis |                          |
| --------------------- | ------------------ | -------- | ------------------------ |
| Mi 0.9.04., 14:00 Uhr | BSG Stahl Riesa    | 0:3      | F.C. Hansa Rostock       |
| Mi 0.9.04., 14:00 Uhr | FC Karl-Marx-Stadt | 2:1      | SG Dynamo Dresden        |
| Mi 0.9.04., 14:00 Uhr | FC Carl Zeiss Jena | 2:0      | 1. FC Magdeburg          |
| So 09.03., 13:00 Uhr  | Berliner FC Dynamo | 5:1      | FC Vorwärts Frankfurt/O. |

## Halbfinale
Die Partien fanden als Vorspiel der DDR-Ligapaarungen Berliner FC Dynamo II – BSG Stahl Eisenhüttenstadt im Sportforum von Ost-Berlin und vor BSG Chemie Leipzig – BSG Energie Cottbus im Leipziger Georg-Schwarz-Sportpark statt.
| Datum                |                    | Ergebnis |                    | Spielort   |
| -------------------- | ------------------ | -------- | ------------------ | ---------- |
| So 04.05., 13:00 Uhr | F.C. Hansa Rostock | 0:1      | FC Karl-Marx-Stadt | Ost-Berlin |
| So 04.05., 13:00 Uhr | Berliner FC Dynamo | 0:2      | FC Carl Zeiss Jena | Leipzig    |

## Finale
| Paarung            | FC Karl-Marx-Stadt – FC Carl Zeiss Jena |
| Ergebnis           | 1:0 (1:0) |
| Datum              | Samstag, 17. Mai 1986 um 14:30 Uhr |
| Stadion            | Sportpark der Einheit, Freiberg |
| Zuschauer          | 500 |
| Schiedsrichter     | Klaus Hagen (Dresden) |
| Tore               | 1:0 Hohnwald (35.) |
| FC Karl-Marx-Stadt | Lutz Emde – Sixten Veit – Dirk Auerswald, René Günther, Uwe Kunzmann – Olaf Renn (63. Dirk Radomski), Mario Sündermann, Steffen Zenner – Rico Brzoska, Jens Möckel, Peter Hohnwald Cheftrainer: Peter Hauser                             |
| FC Carl Zeiss Jena | Heiko Jobst – Steffen Koch – Sascha Stumpf, Walter, Scharfenberg – Heiko Katschmarek, Schmidt (55. Sander), Henning Bürger – Steffen Winter (41. Stefan Gerlach), Luck, Jens Tromsdorf (41. Kai Zetsche) Cheftrainer: Gunter Goldschmidt |